# 高尾通
高尾通（たかおどおり）は兵庫県神戸市灘区の町名の一つで、旧・五毛字平山・山田・農手
・仏元・箕岡、旧・上野字東市兵衛・西市兵衛・絵馬堂・滝ノ口から成立した。郵便番号：657-0813。

## 地理
南東は五毛通、南で僅かに薬師通に接し、西は城の下通、北から北東は箕岡通。東から順に一～四丁目がある。

## 由来
『神戸の町名』によれば高尾は高い尾根の事であり、五毛村・上野村ともに字名としていたという。摩耶ケーブル駅（箕岡通）の旧名「高尾駅」は上野村の分で、五毛村の方には摩耶山への旧道があり、文安4年（1447年）の「摩耶十八丁」の丁石があったが、摩耶ケーブルの前へ移されている。旧字名の仏元（ほとけのもと）は摩耶山天上寺が最初に建ったところだという。

## 人口統計
令和2年国勢調査（2020年10月1日）での世帯数399、人口914、うち男性413人、女性501人
。